# Гуровское сельское поселение (Омская область)
Гуровское се́льское поселе́ние — муниципальное образование в Муромцевском районе Омской области Российской Федерации.
Административный центр — село Гурово.

## История
Деревня образовалась между 1782 и 1785 годами. Основателями ее были крестьяне Бергамакской слободы: Федор Иванович Гуров, Кузьма Степанович Дурнов, Фома Новиков, Абрам Белозеров, Прокоп Лисин, Михаил Леснаков. Самая многолюдная семья Федора Гурова, имевшая четыре женатых сына, пять внуков, а всего 22 души обоего пола, очевидно, и дала повод назвать вновь заведенное поселение – Гурово.

## Население
| 1926 | 2010 | 2011 | 2012 | 2013 | 2014 | 2015 |
| ---- | ---- | ---- | ---- | ---- | ---- | ---- |
| 1064 | ↘760 | ↘757 | ↗773 | ↘769 | ↘759 | ↘751 |
| 2016 | 2017 | 2018 | 2019 | 2020 | 2021 | 2023 |
| ↘745 | ↘727 | ↘698 | ↘689 | ↗697 | ↘594 | ↘571 |

## Состав сельского поселения
| № | Населённый пункт | Тип населённого пункта       | Население |
| - | ---------------- | ---------------------------- | --------- |
| 1 | Гурово           | село, административный центр | ↘571      |